# جون شنايدر (ملحن)
جون شنايدر (بالإنجليزية: John Schneider)‏ هو عازف الغيتار الكلاسيكي وملحن أمريكي، ولد في 1950.

## وصلات خارجية
- جون شنايدر على موقع ميوزك برينز (الإنجليزية)